# Camptoprosopella dolorosa
Camptoprosopella dolorosa är en tvåvingeart som först beskrevs av Samuel Wendell Williston  1903.  Camptoprosopella dolorosa ingår i släktet Camptoprosopella och familjen lövflugor. Inga underarter finns listade i Catalogue of Life.